# Canotaj

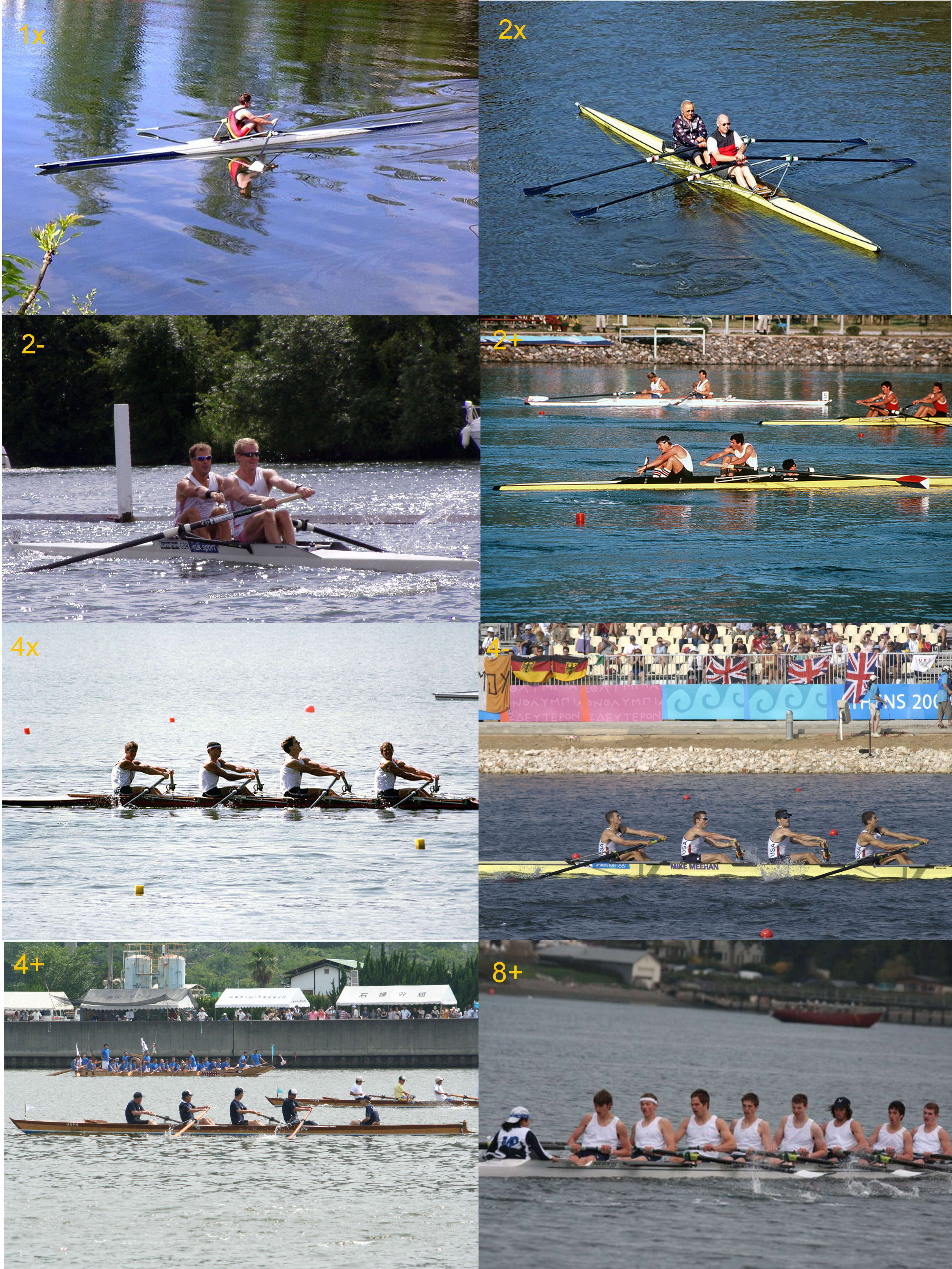
Opt stiluri de canotaj, dintre care șase sunt sporturi olimpice

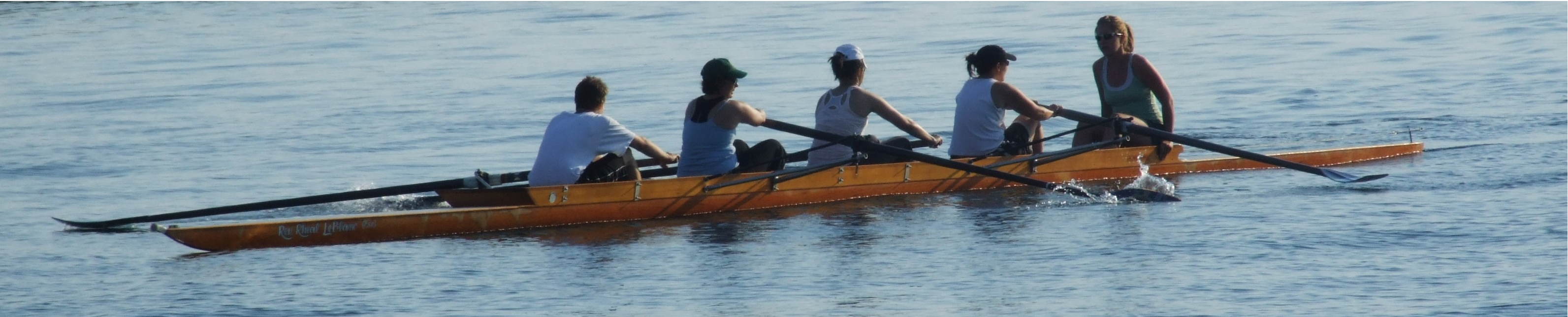
Echipă feminină de patru rame cu cârmaci din Toronto

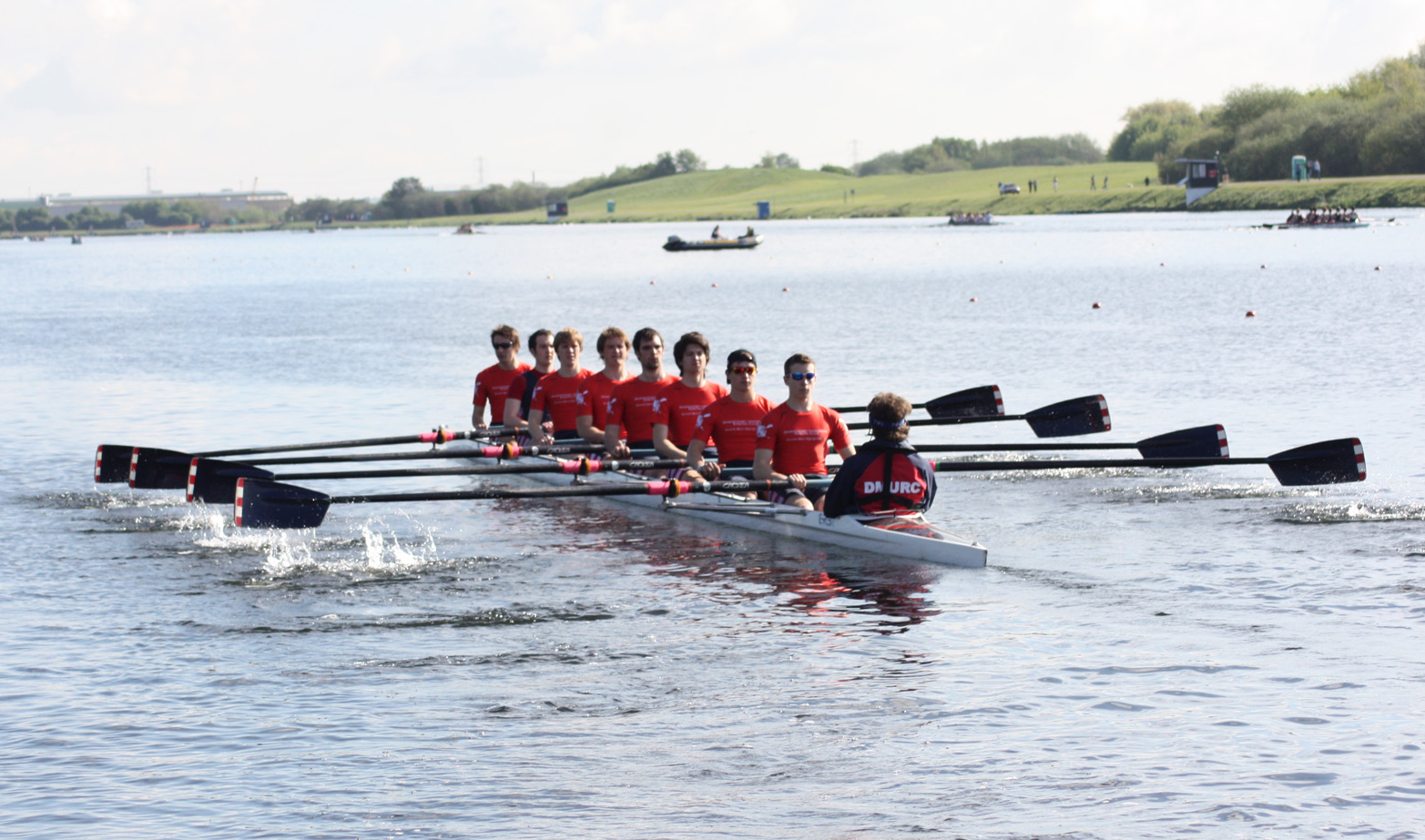

Canotajul este un grup de sporturi nautice care se practică în ambarcațiuni puse în mișcare cu ajutorul vâslelor sau ramelor. Canotajul academic este o ramură a canotajului care se practică pe schifuri și pe giguri. Face parte din categoria sporturilor olimpice din anul 1900. Practicarea canotajului influențează pozitiv mobilitatea articulară și a coloanei vertebrale, favorizând dezvoltarea armonioasă a corpului. Este un sport care solicită forță, suplețe, coordonare și rezistență. Implică un grad mare de efort fizic, motiv pentru care practicarea lui se începe după vârsta de 14 ani, atât la fete, cât și la băieți.
Există 8 probe de canotaj, 6 dintre care fac parte din calendarul jocurilor olimpice de vară. La probele de canotaj echipele pot fi formate de la un singur sportiv până la nivelul de 8+1.
În România canotajul este unul dintre cele mai vechi sporturi. Despre efectele sale benefice se menționează într-o lucrare scrisă în anul 1762 («Diaetetica», de dr. M. Stefan). În 1856 are loc primul concurs de canotaj pe Dunăre, la Galați, iar în 1863, la Timișoara ia ființă asociația de canotaj «Regata».

## Reguli
Probele de canotaj se desfașoară pe lacuri și canale special amenajate, mai rar pe cursuri de apă. Pistele sunt balizate (marcate) de la punctul de plecare până la punctul de sosire, într-un număr anumit de culoare (late de 12,5-15 m). Ambarcațiunile de canotaj, schifurile, sunt conduse cu vâsle sau cu rame. Diferența dintre acestea este ca vâslele sunt fixate simetric de o parte si de alta a ambarcațiunii, sportivii ținând cu fiecare mână câte o vâslă pe care le manevrează simultan, pentru înaintare, iar ramele sunt fixate asimetric pe furcheți de o parte și de alta a ambarcațiunii, fiecare sportiv ținând câte o ramă cu ambele mâini, manevrarea făcându-se în același timp și ritm de către toți membrii echipajului.
Echipamentul constă din: tricou, chiloți și șapcă.